# Бакунц Єремія Саядович
Єремія (Єремій) Саядович Бакунц (1892, місто Геруси, тепер Ґоріс, Вірменія — розстріляний 11 травня 1938, місто Куйбишев, тепер Самара, тепер Російська Федерація) — вірменський радянський діяч, секретар ЦК КП(б) Вірменії, народний к5омісар юстиції Вірменської РСР, відповідальний секретар Ташкентського окружкому КП(б)Узбекистану.

## Життєпис
Народився в родині кравця-кустаря. Навчався в Ечміадзинській Вірменській академії. Виключений із академії, перебував під негласним наглядом поліції.
Член РСДРП(б) з листопада 1908 року.
У 1914—1917 роках — студент юридичного факультету Петроградського психоневрологічного інституту.
Учасник Лютневої революції 1917 року в місті Петрограді: пропагандист агітаційної колегії комуністичних організацій, агітатор та організатор при Петроградському комітеті РСДРП(б).
У 1917—1918 роках — агітатор та організатор при Бакинському комітеті РКП(б).
У 1918—1919 роках — голова Зангезурського підпільного комітету РКП(б). Перебував на підпільній роботі у Зангезурському повіті Вірменії.
У 1920—1921 роках — учасник захоплення Вірменії радянськими військами, командир партизанського загону, уповноважений у військових справах по Зангезурському повіті; голова Зангезурської ради робітничих та солдатських депутатів, член президії Зангезурського повітового виконавчого комітету; завідувач «біженськими справами».
У 1921 році — працівник ЦК КП(б) Азербайджану в місті Баку.
У 1921—1922 роках — народний комісар юстиції Вірменської РСР; заступник голови, потім голова Верховного трибуналу Вірменської РСР в місті Ерівань (Єреван).
У 1922—1924 роках — відповідальний секретар Александропольського (Ленінаканського) повітового комітету КП(б) Вірменії.
10 травня 1924 — 29 березня 1927 року — секретар та завідувач організаційно-розподільчого відділу ЦК КП(б) Вірменії.
У 1927—1929 роках — слухач курсів марксизму-ленінізму при Комуністичній академії в Москві.
У 1929—1930 роках — відповідальний секретар Ташкентського окружного комітету КП(б)Узбекистану.
28 вересня 1930 — 1933 року — заступник голови Середньоволзької крайової контрольної комісії ВКП(б).
У 1933—1934 роках — начальник політичного відділу Серноводського зернорадгоспу Сергіївського району Середньоволзького краю.
У 1934—1935 роках — начальник політичного сектору, заступник директора Середньоволзького крайового Зернотресту з політчастини в місті Самарі. З січня 1935 по березень 1936 року — начальник політичного сектору, заступник директора Куйбишевського крайового Зернотресту з політчастини в місті Куйбишеві.
У квітні — листопаді 1936 року — відповідальний секретар Партійної колегії при Уповноваженому Комісії партійного контролю при ЦК ВКП(б) по Куйбишевському краю.
22 листопада 1936 — серпень 1937 року — завідувач організаційного відділу та член президії виконавчого комітету Куйбишевської крайової(обласної) ради. Одночасно з лютого до квітня 1937 року виконував обов'язки секретаря виконавчого комітету Куйбишевської обласної ради.
8 липня — 15 вересня 1937 року — виконувач обов'язків секретаря та член президії виконавчого комітету Куйбишевської обласної ради.
15 вересня 1937 року на бюро Куйбишевського обласного комітету ВКП(б) знятий з посади секретаря Куйбишевського облвиконкому «за втрату політичної пильності, за сліпе та беззаперечне виконання шкідницьких розпоряджень ворогів народу».
18 вересня 1937 року заарештований органами НКВС. 15 жовтня 1937 року виключений з партії постановою бюро Ленінського районного комітету ВКП(б) міста Куйбишева як «арештований органами НКВС ворог народу».
11 травня 1938 року засуджений до страти виїзною сесією Військової колегії Верховного суду СРСР у місті Куйбишеві, того ж дня розстріляний.
9 квітня 1957 року посмертно реабілітований ухвалою Військової колегії Верховного суду СРСР, кримінальну справу скасовано за відсутністю складу злочину. 6 серпня 1957 року поновлений у членах партії рішенням бюро Куйбишевського обласного комітету КПРС.